# Duty Free Rockets
Duty Free Rockets è un album del gruppo musicale italiano Üstmamò pubblicato nel 2015 dall'etichetta Gutenberg Music.

## Il disco
A differenza degli altri dischi degli Üstmamò, le canzoni sono tutte in lingua inglese e di matrice folk. Composto e suonato interamente da Luca A Rossi, con l'aiuto di Simone Filippi per la scrittura dei testi.
La press release descrive il disco come «un distillato tagliente e sognante di rock, country e blues. Undici tracce interamente cantate in lingua inglese in cui la band traccia una nuova fase oltre ad un nuovo linguaggio espressivo rispetto al passato. Duty Free Rockets nasce dall’urgenza, dalla voglia e dal senso di libertà che caratterizza un’espressione artistica autentica».

## Tracce
1. I Play My Chords – 3:42
2. Done – 3:37
3. Don't Go To Strangers (cover da J.J. Cale) – 3:05
4. Joy – 2:38
5. Hambone (cover da Carl Perkins) – 2:49
6. The Last Trap – 2:33
7. Duty Free Rockets – 4:10
8. I Want To Tell You – 5:44
9. Sad King – 3:22
10. Wha Wha Wind – 4:13
11. When The Wind Talks To Me – 3:39

## Formazione
- Luca Alfonso Rossi - voce, chitarra, basso, programmazione, batteria,songwriting
- Simone Filippi - batteria